# کروک چوتور
کروک چوتور، روستایی از توابع بخش مرکزی شهرستان کلاله در استان گلستان ایران است.
این روستا در جوار دیوار تاریخی گرگان قرار دارد و قلعه تاریخی قره دیب در نزدیکی آن واقع شده است.
اهالی روستا اکثرا کشاورز و دامدار می باشند.
این روستا از سه روستای کوچک به نام های قلاجق ، چاروه ، و چوتور کروک تشکیل شده است.
مدرسه ابتدایی آن سه کلاس دارد که در هر کلاس آن دو مقطع تدریس میشود. 
این مدرسه نیاز به بازسازی دارد ولی به دلیل کمبود بودجه آموزش پرورش بازسازی صورت نگرفته است و نیازمند کمک خیرین مدرسه ساز میباشد.

## جمعیت
این روستا در دهستان زاوکوه قرار دارد و براساس سرشماری مرکز آمار ایران در سال ۱۳۸۵، جمعیت آن ۳۳۵ نفر (۶۷خانوار) بوده‌است.